# Додони
Дод̀они или Църковиста (на гръцки: Δωδώνη, до 1928 година Τσαρκοβίστα, Царковиста) е село в Северозападна Гърция, дем Додони, област Епир. Според преброяването от 2011 година населението му е 55 души.

## География
Селото е разположено на 15 километра югозападно от град Янина в северното подножие на планината Томарос.

## История
В източните покрайнини на Додони се намират останките на древното селище Додона, известно с втория по значимост оракул в Древна Гърция (след Делфийския).